# Busto de Thomas Baker
El Busto de Thomas Baker (inglés: Bust of Thomas Baker) es un retrato en forma de escultura de mármol de 1638 creado por el artista italiano Gian Lorenzo Bernini, con gran parte del busto realizado por un alumno de Bernini, probablemente Andrea Bolgi. Se encuentra actualmente en el Museo Victoria y Albert, en Londres, Reino Unido que lo compró en 1921 por 1.485 guineas inglesas. 
Baker (1606-1658) era un alto sheriff de Suffolk y conectado a la corte de Carlos I de Inglaterra. Puede haber estado indirectamente involucrado en otro busto de Bernini, ya que el triple retrato de Carlos I fue llevado por Van Dyck a Roma, y fue a partir de este retrato que Bernini esculpió el busto ahora destruido del rey Carlos. 